# Wilfried Moimbé
Wilfried Moimbé (Vichy, 18 de outubro de 1988) é um futebolista profissional francês que atua como meia.

## Carreira
Wilfried Moimbé começou a carreira no Bordeaux.